# Hippocampus subelongatus
Hippocampus subelongatus é uma espécie de peixe da família Syngnathidae.
É endémica da Austrália.
Os seus habitats naturais são: mar aberto e mar costeiro.